# تری تیلور
تری تیلور (انگلیسی: Terry Taylor؛ زادهٔ ۱۲ اوت ۱۹۵۵) کشتی‌گیر، و کشتی‌گیر کشتی حرفه‌ای اهل ایالات متحده آمریکا است.